# 布劳恩斯霍恩
布劳恩斯霍恩是德国莱茵兰-普法尔茨州的一个市镇。总面积6.98平方公里，总人口584人，其中男性298人，女性286人（2011年12月31日），人口密度84人/平方公里。